# Betzdorf (Alemanha)
Betzdorf é uma cidade localizada no distrito de Altenkirchen, na associação municipal de Verbandsgemeinde Altenkirchen, no estado da Renânia-Palatinado.

## População
| - 1815 – 401 - 1835 – 615 - 1871 – 1.568 - 1905 – 6.458 - 1939 – 8.979 | - 1950 – 9.315 - 1961 – 10.300 - 1970 – 10.490 - 1987 – 10.154 - 2005 – 10.451 |

## Política
|      | SPD | CDU | FDP | Grüne | FWG | Total       |
| 2009 | 10  | 9   | 3   | 3     | 3   | 28 Cadeiras |
| 2004 | 7   | 15  | 2   | 1     | 3   | 28 Cadeiras |